# Rhaebo
Genre
Synonymes
- Phrynomorphus Fitzinger, 1843 nec Curtis, 1831
- Andinophryne Hoogmoed, 1985

Rhaebo est un genre d'amphibiens de la famille des Bufonidae.

## Répartition
Les 13 espèces de ce genre se rencontrent en Amérique centrale et dans le nord de l'Amérique du Sud.

## Liste des espèces
Selon Amphibian Species of the World (20 avril 2015) :
- Rhaebo andinophrynoides Mueses-Cisneros, 2009
- Rhaebo atelopoides (Lynch & Ruiz-Carranza, 1981)
- Rhaebo blombergi (Myers & Funkhouser, 1951)
- Rhaebo caeruleostictus (Günther, 1859)
- Rhaebo colomai (Hoogmoed, 1985)
- Rhaebo ecuadorensis Mueses-Cisneros, Cisneros-Heredia & McDiarmid, 2012
- Rhaebo glaberrimus (Günther, 1869)
- Rhaebo guttatus (Schneider, 1799)
- Rhaebo haematiticus Cope, 1862
- Rhaebo hypomelas (Boulenger, 1913)
- Rhaebo lynchi Mueses-Cisneros, 2007
- Rhaebo nasicus (Werner, 1903)
- Rhaebo olallai (Hoogmoed, 1985)

## Taxinomie
Le genre Andinophryne a été placé en synonymie par Ron, Mueses-Cisneros, Gutiérrez-Cárdenas, Rojas-Rivera, Lynch, da Rocha & Galarza en 2015 .

## Publication originale
- Cope, 1862 : Catalogues of the Reptiles Obtained during the Explorations of the Parana, Paraguay, Vermejo and Uraguay Rivers, by Capt. Thos. J. Page, U. S. N.; And of Those Procured by Lieut. N. Michler, U. S. Top. Eng., Commander of the Expedition Conducting the Survey of the Atrato River. Proceedings of the Academy of Natural Sciences of Philadelphia, vol. 14, p. 346-359 & 594 (texte intégral).